# کایلین سوارت

کایلین در سال ۲۰۱۸ در تیم ملی آفریقای جنوبی

کایلین کریستین سوارت (زادهٔ ۳۰ سپتامبر ۱۹۹۴) بازیکن فوتبال اهل آفریقای جنوبی است که به عنوان دروازه‌بان برای باشگاه زنان سافا، جِی‌وی‌دبلیو و تیم ملی زنان آفریقای جنوبی بازی کرده است. کایلین سوارت در تاریخ ۳۰ سپتامبر ۱۹۹۴ در پورت الیزابت، آفریقای جنوبی به دنیا آمد.

## حرفه
سوارت فوتبال خود را در دوران جوانی در باشگاه اسپرینگس هوم سیپرس در آفریقای جنوبی آغاز کرد و در ترکیب تیم ملی زیر ۱۷ سال زنان برای شرکت در جام جهانی ۲۰۱۰ فیفا در ترینیداد و توباگو حضور داشت.
کایلین حرفه ورزشی خود را در کالج اِی‌آی‌بی بیزینس ادامه داد، اما بعداً به تیم کالج منلو منتقل شد و تا سال ۲۰۱۵ برای تیم منلو بازی کرد. او در فصل اول خود در منلو در ۱۹ بازی شرکت کرد و ۱۸ بار به عنوان بازیکن اصلی به میدان رفت و نتایج خوبی را ثبت کرد با این حال او در آن فصل ۱۷ گل دریافت کرد. او میانگین گل‌های دریافتی ۰٫۸۷ داشت که بهترین رکورد در تاریخ کالج منلو بود و شش بار نیز دروازه‌اش را بسته نگه داشت. او به عنوان یکی از بازیکنان برتر All-GSAC و همچنین به عنوان یک بازیکن محترم در تیم منتخب NAIA All-American انتخاب شد. او دومین بازیکن در تاریخ منلو بود که این افتخار را کسب کرده است. کایلین همچنین به تیم منلو کمک کرد تا با میانگین گل‌های دریافتی در هر بازی، با ۰٫۷۸ گل در هر بازی در جایگاه دوم قرار گیرد.
در سال ۲۰۱۶ (سال سومش در منلو)، او در ۱۸ بازی شرکت کرد و ۱۶ بار به عنوان بازیکن اصلی به میدان رفت و هفت بار دروازه‌اش را بسته نگه داشت و باز هم نتایج خوبی را ثبت کرد. او میانگین گل‌های دریافتی ۰٫۸۲۸ را داشت که رکورد سال قبلش را شکست و بهترین رکورد در تاریخ تیم کالج منلو شد. او به عنوان بازیکن منتخب برای تیم All Southwest Region از سوی انجمن ملی مربیان فوتبال آمریکا انتخاب شد و همچنین به عنوان بازیکن سوم All-American شناخته شد و در تیم منتخب سال ۲۰۱۶ نیز نامش ذکر شد. در سال ۲۰۱۷ (سال آخرش در منلو)، کایلین در ۱۶ بازی شرکت کرد که در همه آن‌ها به عنوان بازیکن اصلی بود. او شش بار دروازه‌اش را بسته نگه داشت. میانگین گل‌های دریافتی او ۰٫۸۲ بود که یک رکورد جدید در رزومه‌اش ثبت کرد. او به عنوان بازیکن All-GSAC, All-Region و همچنین نفر سوم در فهرست All-American انتخاب شد. او دوران حرفه‌ای خود را با بیشترین سیو، بیشترین شوت‌اوت و بهترین میانگین گل‌های دریافتی در تاریخ منلو به پایان رساند. در سال آخرش، او اولین پاس گل خود را در یک بازی برابر تیم کالج مسترز در تاریخ ۱۹ اکتبر ۲۰۱۷ به ثبت رساند.

### رکوردها
کایلین بهترین میانگین گل‌های دریافتی در تاریخ تیم منلو را با عدد ۰٫۸۲۴ در سال ۲۰۱۷ ثبت کرده است. او این رکورد را در هر سه فصل خود شکست. او هر سال حداقل شش شوت‌اوت داشت که این تعداد، بیشترین شوت‌اوت در تاریخ دروازه‌بانان منلو (با مجموع ۱۹ شوت‌اوت) است. او سه بار عضو تیم منتخب All-GSAC، سه بار بازیکن برتر در All-Region از سوی NSCAA و دو بار به عنوان بازیکن سوم در فهرست All-American در NAIA بوده است.

## حرفه بین‌المللی
نخستین حضور بین‌المللی او در تاریخ ۹ ژوئیه ۲۰۱۶ در یک مسابقه مقابل تیم ملی فوتبال ایالات متحده بود که در آن بازی با نتیجه یک بر صفر شکست خوردند. او در مسابقات جام ملت‌های زنان آفریقا (Women Afcon) در سال ۲۰۱۸، دروازه‌بان اصلی تیم ملی فوتبال زنان آفریقای جنوبی بود، جایی که در فینال به تیم سوپر فالکونز نیجریه در ضربات پنالتی باختند.